# Vincent Roumiguié
Vincent Roumiguié, né le 9 décembre 1982 à Toulouse, est un joueur de rugby à XV français qui évolue au poste de centre au sein de l'effectif du Blagnac sporting club rugby (1,73 m pour 83 kg).

## Carrière
- 2005-2007 : Blagnac SCR (Pro D2)

## Palmarès
2007 : Finaliste Fédérale 1 avec Blagnac SCR